# Codificación 3D
La codificación 3D es una de las etapas del procesamiento de vídeo necesarias para representar contenido audiovisual estereoscòpico.
Hace falta no confundir el término con  codificación estereoscópica. Este último hace referencia a las técnicas de codificación que permiten crear una ilusión tridimensional a partir de las imágenes provenientes de dos cámaras diferentes, mientras que el primero permite hacerlo de otras formas.

## Motivación
Tradicionalmente, el contenido audiovisual en vídeo ha sido condicionado a la clásica representación del modelo en 2D, directamente relacionado con técnicas de codificación híbridas como la estimación de movimiento o el block mathcing. Sin embargo, debido al rápido avance de la tecnología y la demanda de mercado (el espectador espera que el vídeo sea una experiencia equiparable lo más posible a su realidad, máxima verosimilitud), la tendencia actual viene asociada al modelo en 3D.
El modelo 3D de vídeo permite crear una ilusión de profundidad al cerebro del usuario respecto al que ofrece el modelo actual. Esto se consigue básicamente a través de dos formas: 
- El vídeo en 3D (3DV), también conocido como televisión estéreo, que permite representar vídeo con información de profundidad.
- El Free Viewpoint Television (FTV), que permite la selección arbitraria del punto desde donde se proyecta la imagen y la dirección a través de la escena.

## Visión general

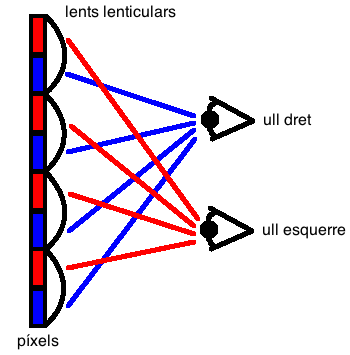
La distribución de los píxeles de la proyección del vídeo en los dispositivos autoestereoscòpics permite crear una ilusión de 3D sin necesidad de ojeras Anaglyph.

Cada ojo tiene una percepción diferente de una misma escena y es el cerebro el encargado de combinar la información para obtener una única imagen con sensación de tres dimensiones (textura, distancia, profundidad...). 
Hasta ahora, no se había conseguido que el vídeo en 3D destacara mucho, debido a la dificultad de codificar las imágenes de forma que se pudiera resolver el problema de la disparidad binocular y la necesidad de llevar gafas Anaglyph para resolverlo.
Actualmente, este tiene varias alternativas:
- Cascos de realidad virtual.
- Dispositivos 3Vie.
  - Multiplexación de polaridades.
  - Multiplexación en tiempo.
- Dispositivos autoestereoscòpicos (por ejemplo un FTV de 9 vistas).

## Estándares
El objetivo, pues, de los estándares de codificación 3D, es crear una representación (basada en imagen y geometría) que permita funcionalidades 3DV y FTV.
Estos tendrían que permitir trabajar con:
- Mosaicos y panoramas.
- Multivistas.
- Multivistas con profundidad.
- Profundidad de vídeo a capas (Layered Video Depth - LVD).[3]
- Puntos 3D y fragmentación de vídeo.
- Mapeo de texturas de vídeo.
- Modelos de redes 3D.

Actualmente, MPEG es la única organización que define un conjunto de normas para representar secuencias multivista (MVC), a través de herramientas de codificación estándar (mediante el uso de tramas Y, B, P jerárquicas y también de la estimación de movimiento del block matching) y de la explotación de redundancia entre las diferentes vistas de cámara.

## Potencial de mercado
El desarrollo de las técnicas de codificación puede crear un amplio mercado de equipamiento necesario (tanto por el lado de producción como de usuario) y contenido en un futuro próximo; por ejemplo, dispositivos 3D, receptores de televisión y decodificadores (STB), equipamiento para la adquisición.
Por otro lado, el mercado de consumo requiere la interoperabilidad de los sistemas, motivo por el cual se necesitarán también nuevos formatos estándar para la codificación de contenido.